# Sirnabaya (Gunungjati)
Sirnabaya is een bestuurslaag in het regentschap Cirebon van de provincie West-Java, Indonesië. Sirnabaya telt 4244 inwoners (volkstelling 2010).